# Sereno del Mar (Kalifornija)
Sereno del Mar je naseljeno područje za statističke svrhe u američkoj saveznoj državi Kalifornija. Prema popisu stanovništva iz 2010. u njemu je živjelo 126 stanovnika.